# Trogne (arbre)
Pour les articles homonymes, voir Trogne et Têtard (homonymie).

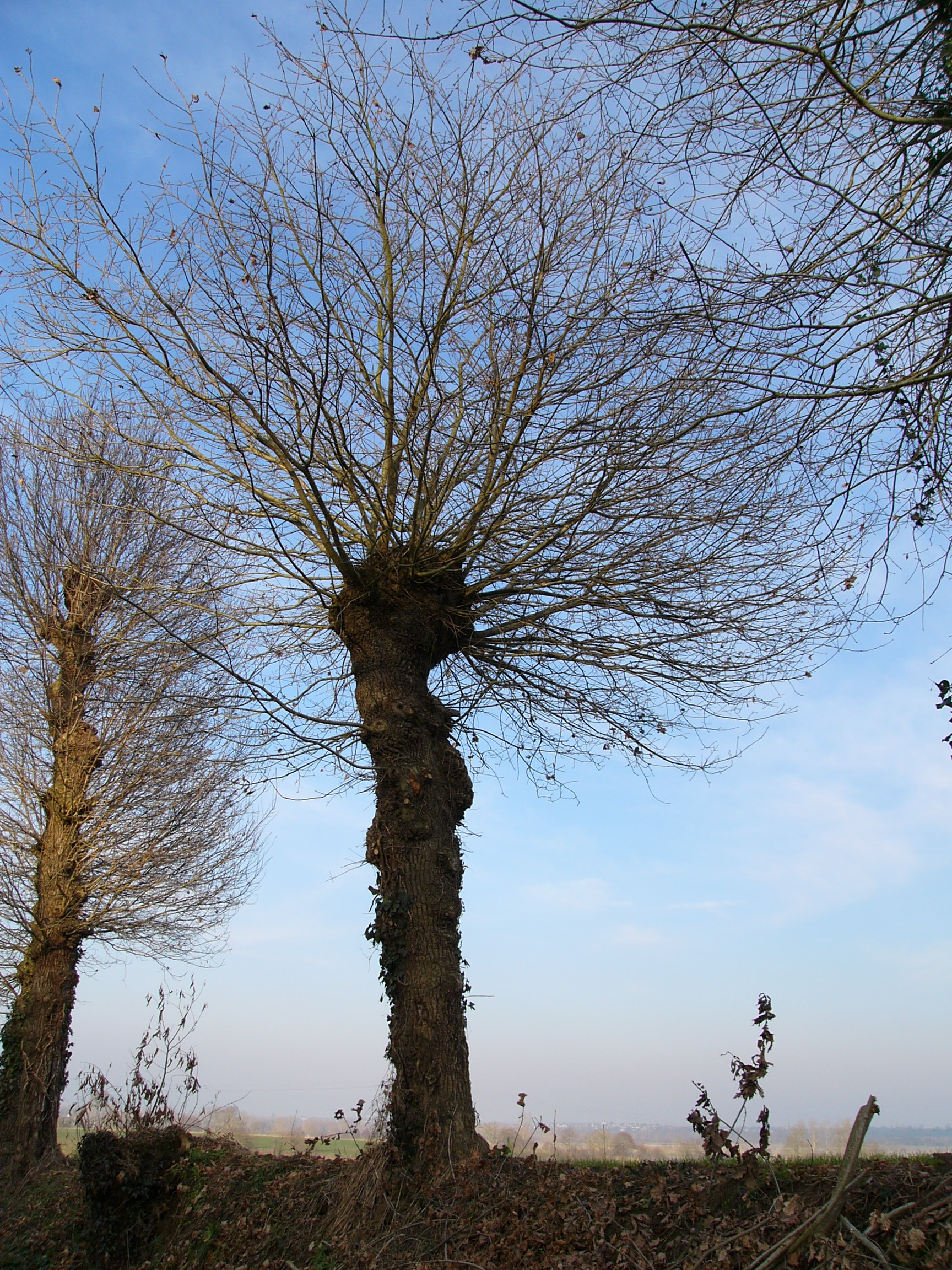
Chêne têtard sur talus, mais l'émondage est désormais incomplet. L'agriculteur coupe uniquement les branches basses les plus faciles d'accès et susceptibles de gêner le passage de son tracteur.

Une trogne (terme qui ne vient pas de tronc et du latin trunco « tronquer, couper un arbre, ébrancher », mais du gaulois trugna, « nez, museau ») est une forme d'arbre têtard, dont la forme caractéristique résulte d'un mode d'exploitation spécifique (appelé étrognage ou trognage), consistant en des tailles périodiques spécifiques, afin de fournir principalement du bois et du fourrage.
De nombreuses essences forestières, le plus souvent feuillues, peuvent être conduites en trognes, formant une haie, une « prairie aérienne », un « taillis sur pilotis », une « forêt perchée » ou un boisement de trognes. Ce système de production de bois était familier des campagnes où les arbres conduits en trognes s'inscrivaient notamment dans les haies bocagères. Menacés de disparition à la suite, notamment, des remembrements successifs, les têtards, éléments emblématiques des paysages, ont pourtant des fonctions écologiques, économiques et sociales, ce qui encourage des projets de sensibilisation, de  valorisation et de réhabilitation des trognes.

## Dénominations
Connu sous 250 noms en France, comme truisse, chapoule (en Nord-occitan), ragosse en Haute-Bretagne (notamment dans le pays rennais), tocard (issu du mot estoc) au nord-ouest du pays nantais, pilgos en langue bretonne, trognard (Sologne), émousse, ragole en Mayenne, touse en Picardie, pied cormier (Perche Vendômois) ou trogne (Perche et Anjou),, l’arbre têtard se définit comme un arbre sur lequel on a procédé à un recépage à un niveau plus ou moins élevé du tronc ou des branches maîtresses dans le but de provoquer le développement de bourgeons dormants (latents) en attente sous l'écorce et de rejets (repousses végétales), qui seront périodiquement coupés aux mêmes points de coupe.
En Belgique, il porte les noms de têteau, aléo, tchiap, choke, bollaert…

## Une pratique ancestrale donnant des «sculptures vivantes» aux formes singulières

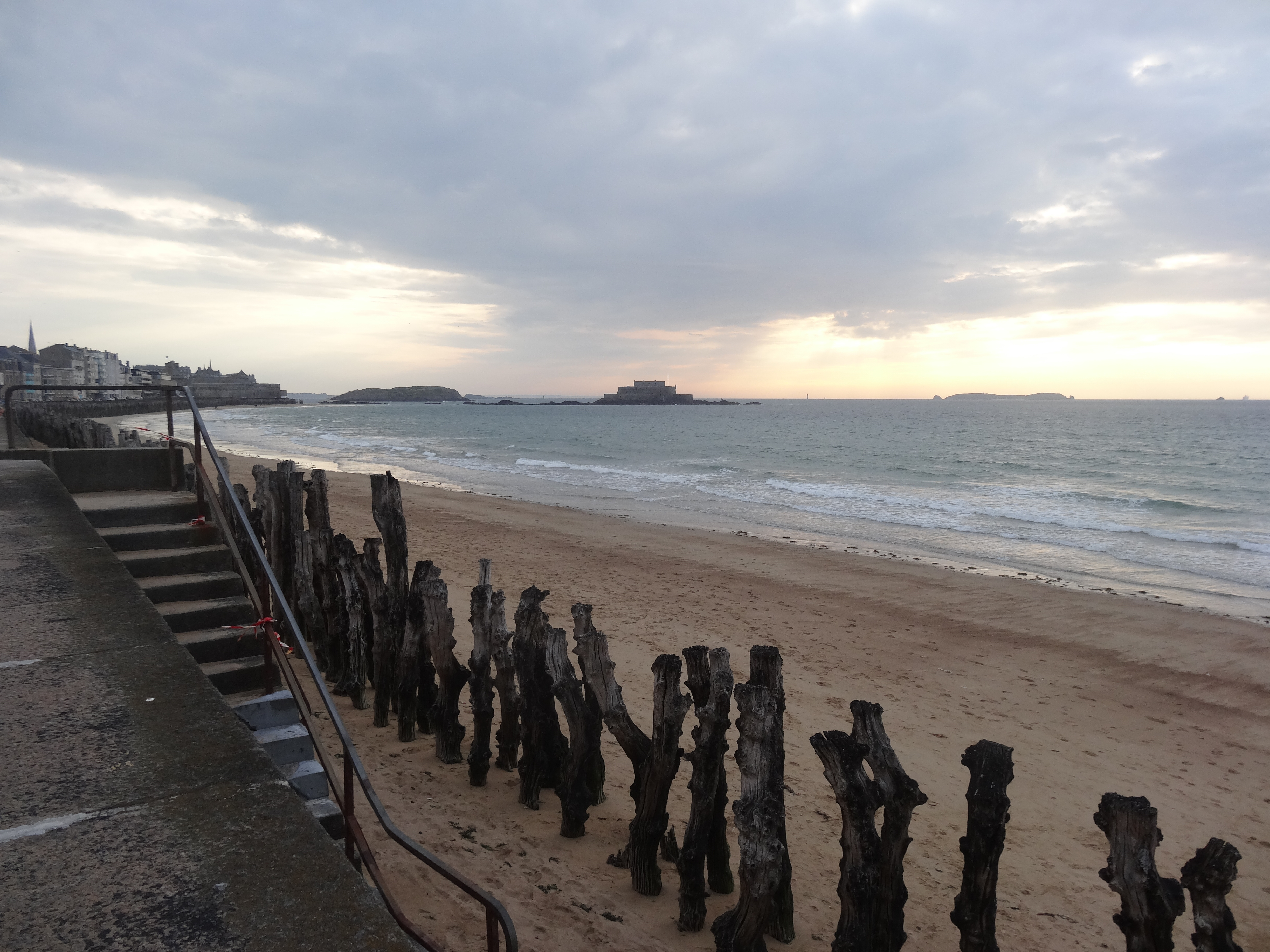
Les chênes têtards difformes arrachés aux talus des champs bretons servent de pieux hydrauliques utilisés comme brise-lames sur la plage du sillon à Saint-Malo depuis la fin du XVIIe siècle, après une tempête qui avait endommagé les remparts. 2600 chênes étaient utilisés au XIXe siècle, 3000 au XXIe siècle.

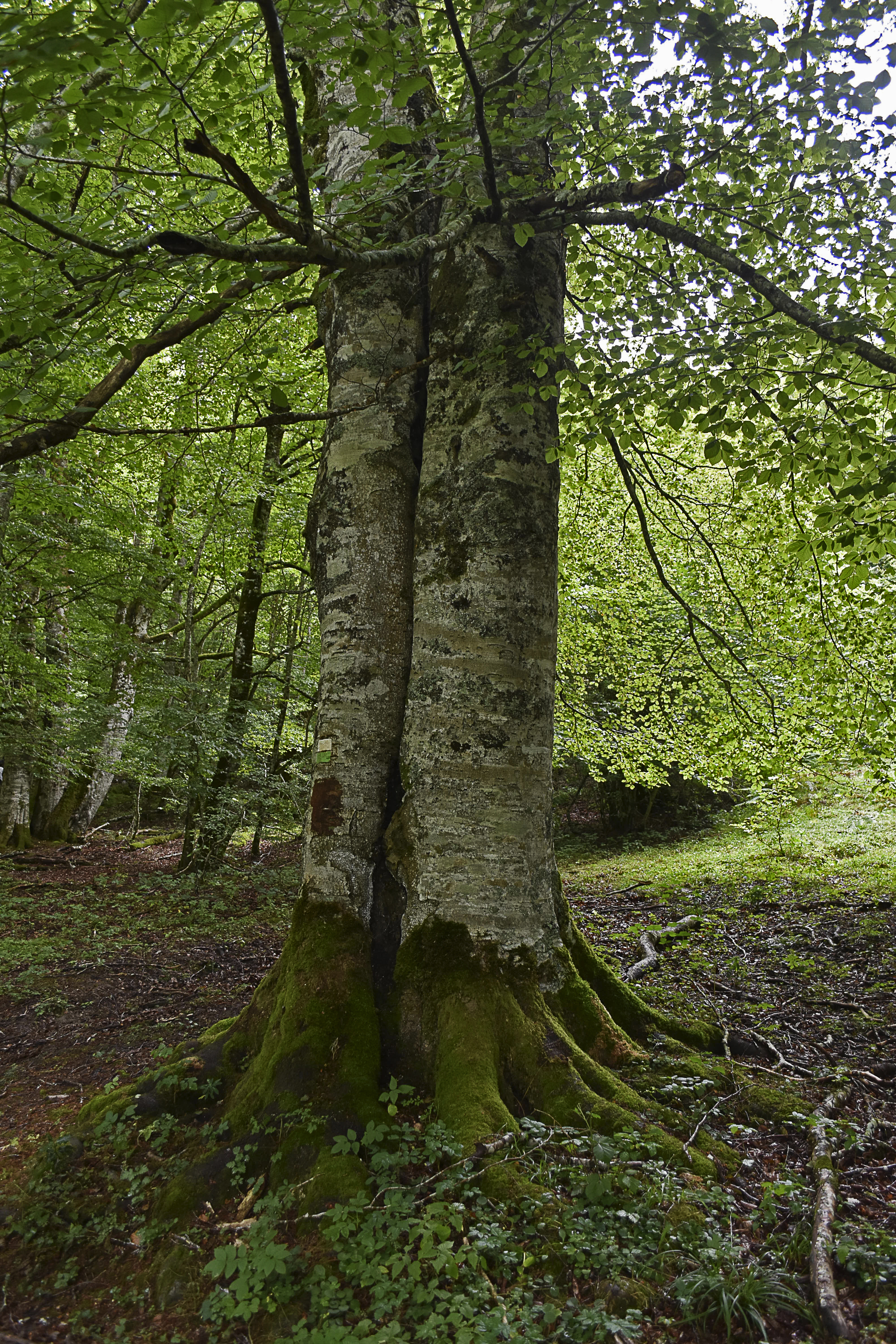
Les hêtres en candélabre de la forêt d'Iraty au Pays basque étaient autrefois utilisés pour la production de charbon de bois ou comme bois d'œuvre (bois courbes pour la marine), les trognes de chênes procurant la glandée dont les porcs élevés en liberté se nourrissaient.

Les trognes sont des mécanismes naturels copiés par l'homme. Lorsqu'un arbre est stressé (par exemple en cas de verglas, de crue, de cassure du tronc par une tornade, de coupe à faible hauteur par un castor), il a la capacité d'activer des bourgeons dormants et donner le phénomène de réitération traumatique (c'est-à-dire une reproduction du modèle architectural) pouvant conduire à une colonie clonale,.
La plupart des conifères et surtout la majorité des feuillus peuvent être taillés en trogne à l'exception de ceux qui ont une croissance très lente ou qui supportent mal les tailles sévère (noyer, arbres fruitiers à noyaux).
L'homme a probablement trogné les arbres depuis le Néolithique. Un vestige de chêne en têtard a été retrouvé dans les vases de la Trent et daté au carbone 14 à 3 400 ans avant notre ère. Cette technique s'est généralisée au Moyen Âge et a connu son apogée entre le XIXe et XXe siècles, avant de quasiment disparaître et devenir peu visible.
La périodicité des tailles (de 1 à 20 ans selon) varie selon les régions, l'essence de l'arbre, le terrain et la destination du bois récolté (fourrage ou bois de chauffage). Les tailles périodiques sculptent l'arbre de deux manières différentes:
- étêtages réguliers du tronc et des branches principales, donnant une grosse tête qui ressemble à une larve de batracien, d'où le nom de têtard ou le nom de trogne (cette tête étant une zone de réserve de sucres destinée à alimenter la réitération des tailles)[19].

- émondage réguliers des branches latérales, donnant une émonde[20]

Pour les « têtards », le recépage en hauteur provoque l'élargissement sommital du tronc : la « cicatrisation » des plaies dues à la coupe et la croissance de nouvelles branches provoquent ce renflement, formant ainsi un plateau qui résulte des bourrelets de recouvrement et des broussins qui se développent à la suite d'un étêtage répété.
La spécificité des ragosses dans le bassin rennais tient au fait que l’on émonde périodiquement toutes les branches latérales, ce qui le différencie du « têtard » stricto sensu avec une forme plus régulière ou gracile, un tronc long noueux et des arbres parfois coiffés de « tire-sèves » (rejets repoussant en haut du tronc, conservés pour maintenir la circulation de la sève).
Les têtards hauts (hauteur de tronc comprise entre 2 et 3 m) sont taillés ainsi pour rendre les baguettes d’osier inaccessibles au bétail et à la faune sauvage herbivore (soustraction des rameaux à l'abroutissement). Les têtards bas (hauteur de tronc comprise entre 1 et 1,5 m) sont taillés pour faciliter le broutage des feuilles basses par le bétail, cette taille s’auto-entretenant par les troupeaux (principe de l'« abroutissement topiaire ») et permettant la production de complément de fourrage (feuilles), bois de chauffage et de service.
Le recépage intervenant environ tous les un à quinze ans (cycle de taille selon l'essence à « bois dur » ou à « bois tendre ») favorise la durée de vie de l’arbre qui se creuse naturellement au centre avec les intempéries. Peu à peu, cette étrange silhouette torturée s’impose dans la haie comme un « menhir de bois ».

Formes de trogne
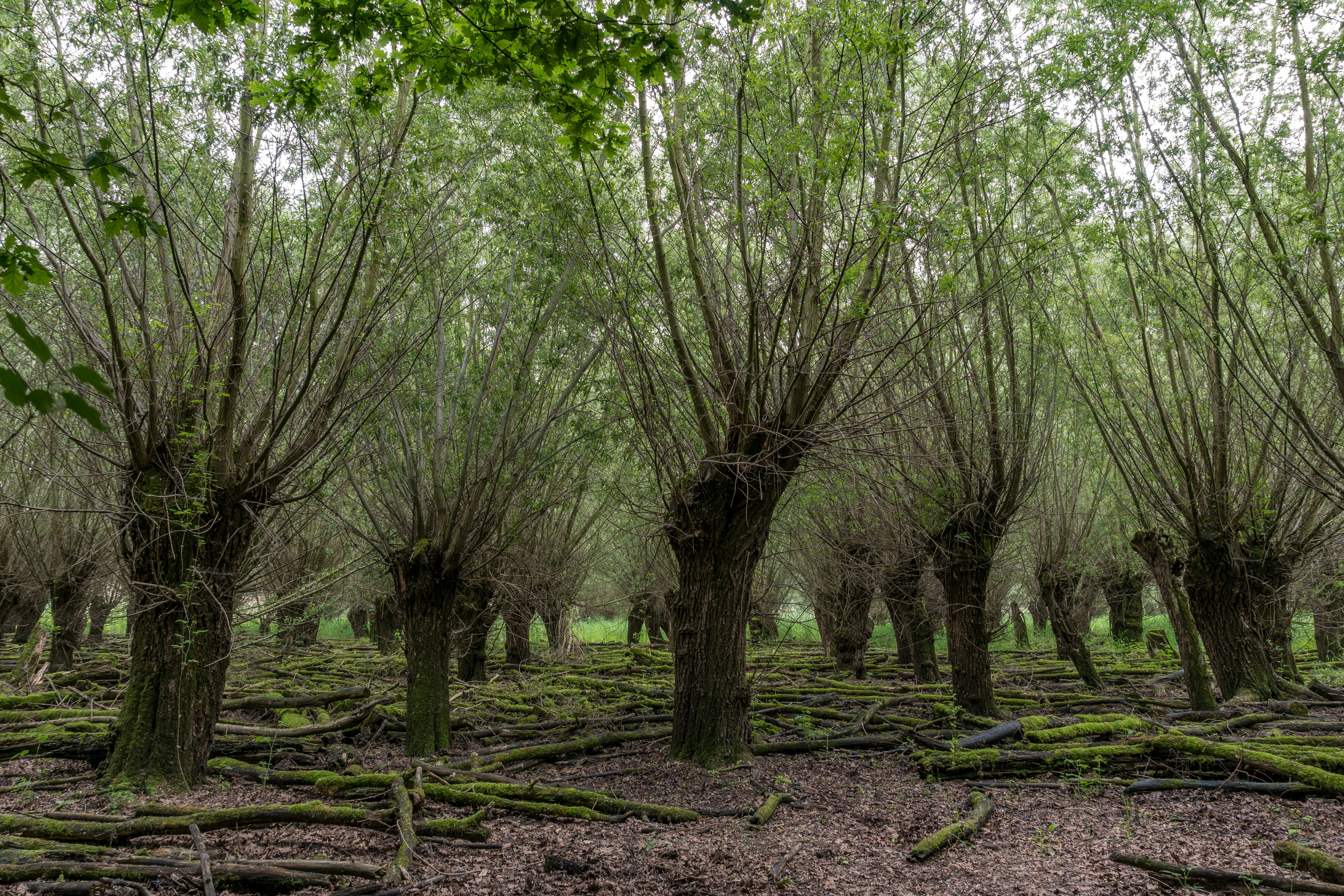
Têtards simples.
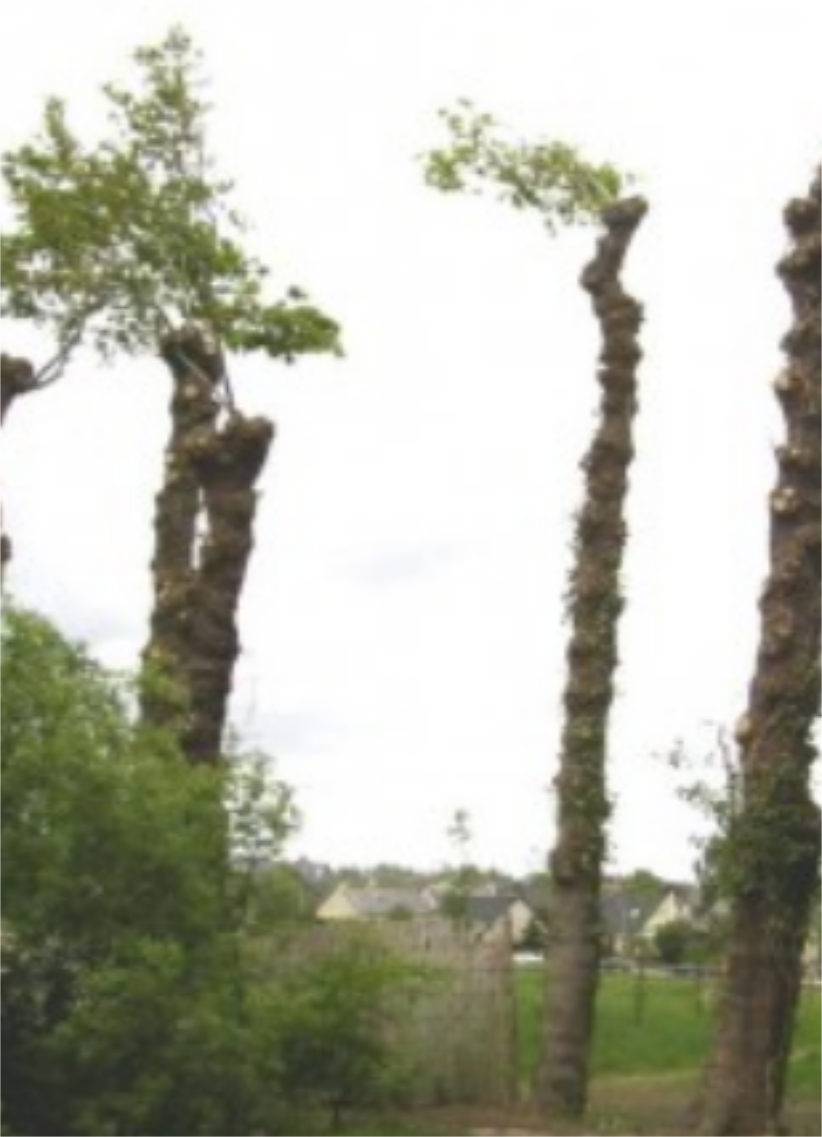
Ragosses.
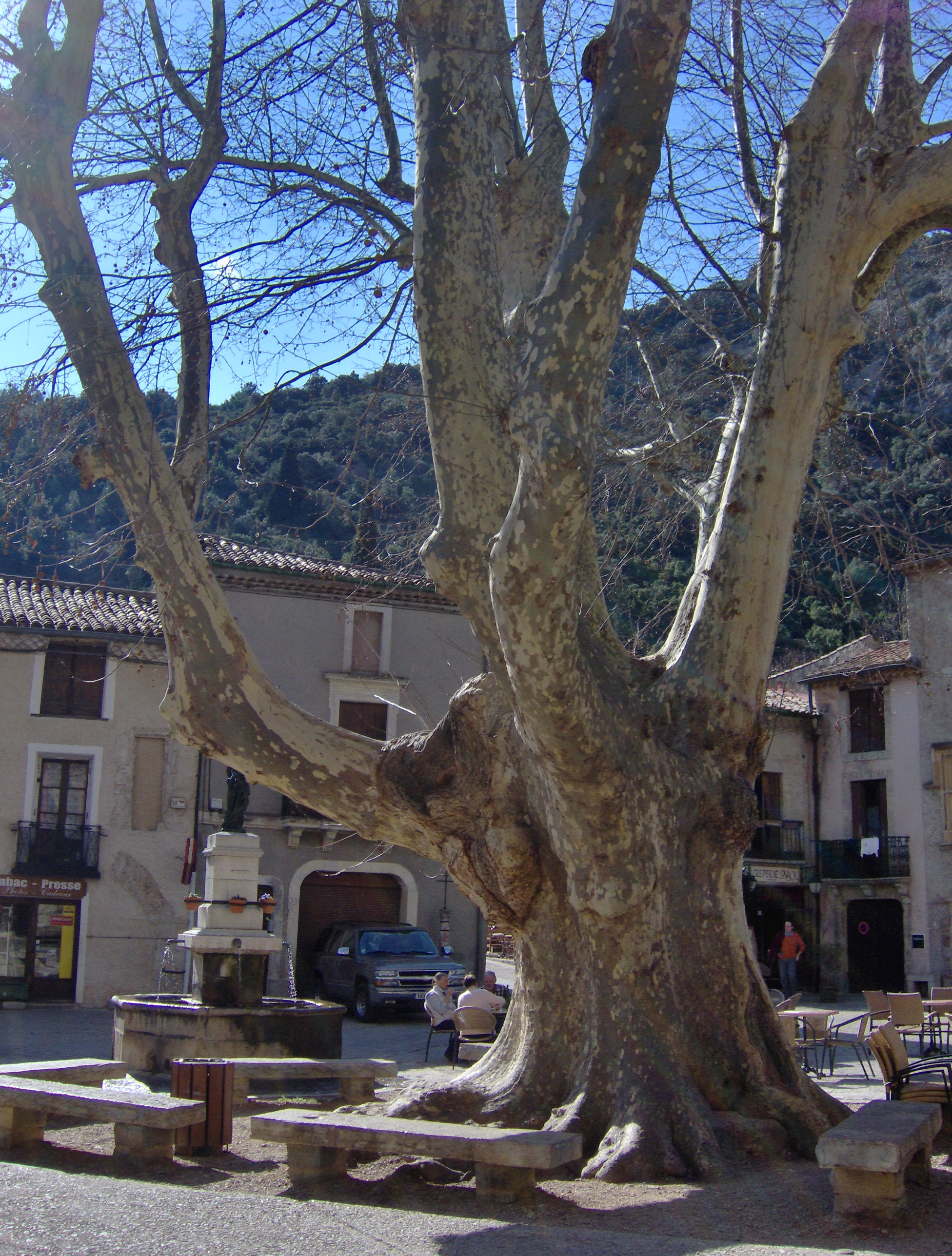
Candélabre.
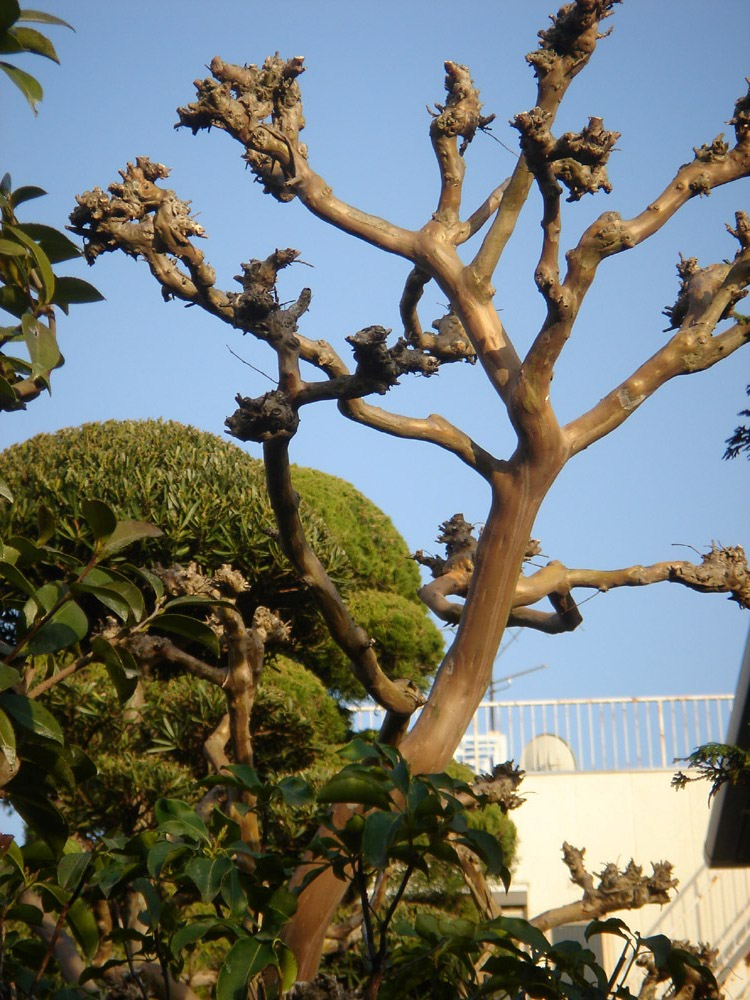
Trognes urbaines en têtes de chat issues de la coupe régulière des branches maîtresses.

Deux trognes emblématiques
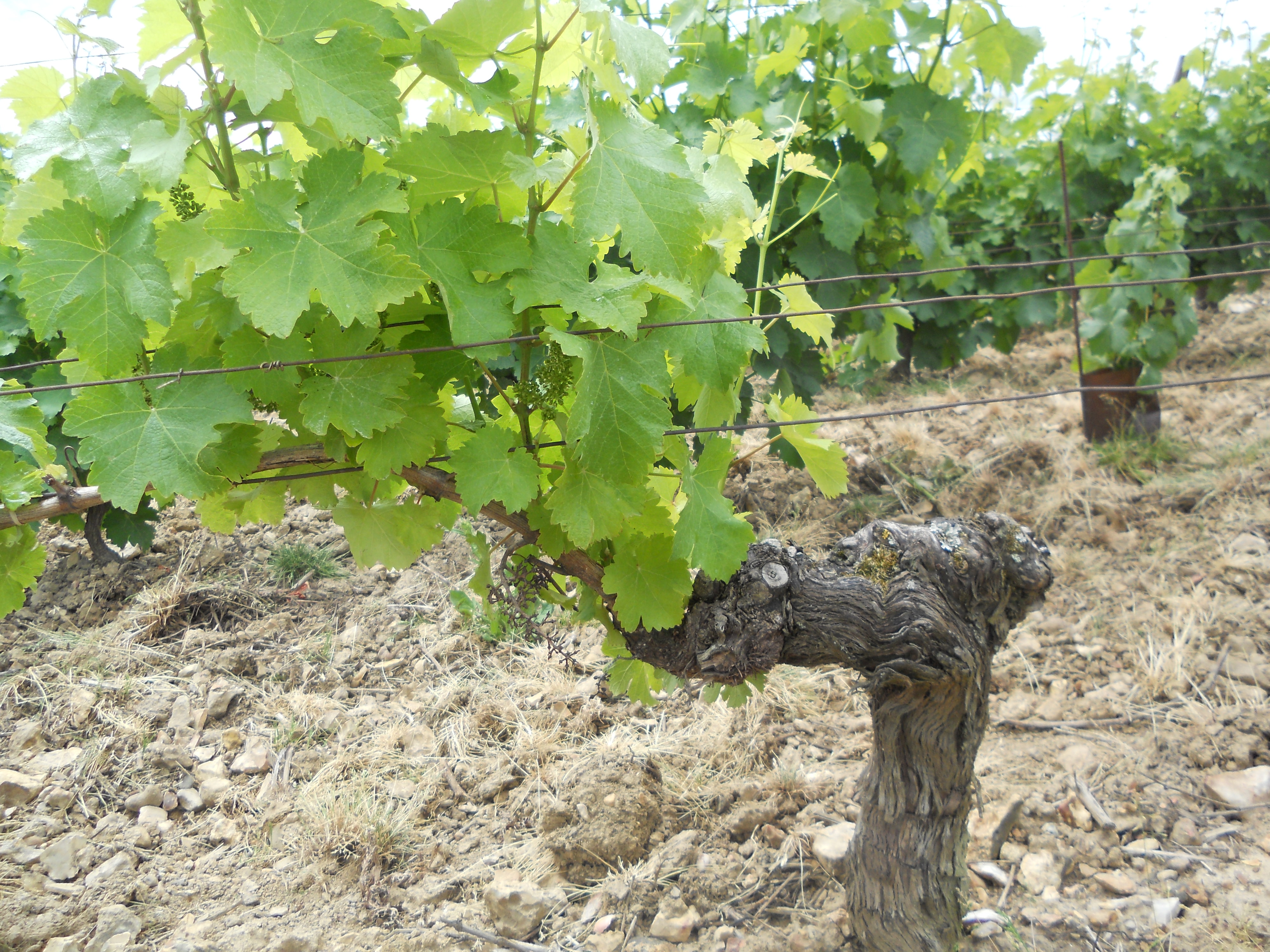
Le cep de vigne est sans doute la plus ancienne forme de trogne que l’on puisse rencontrer[24].
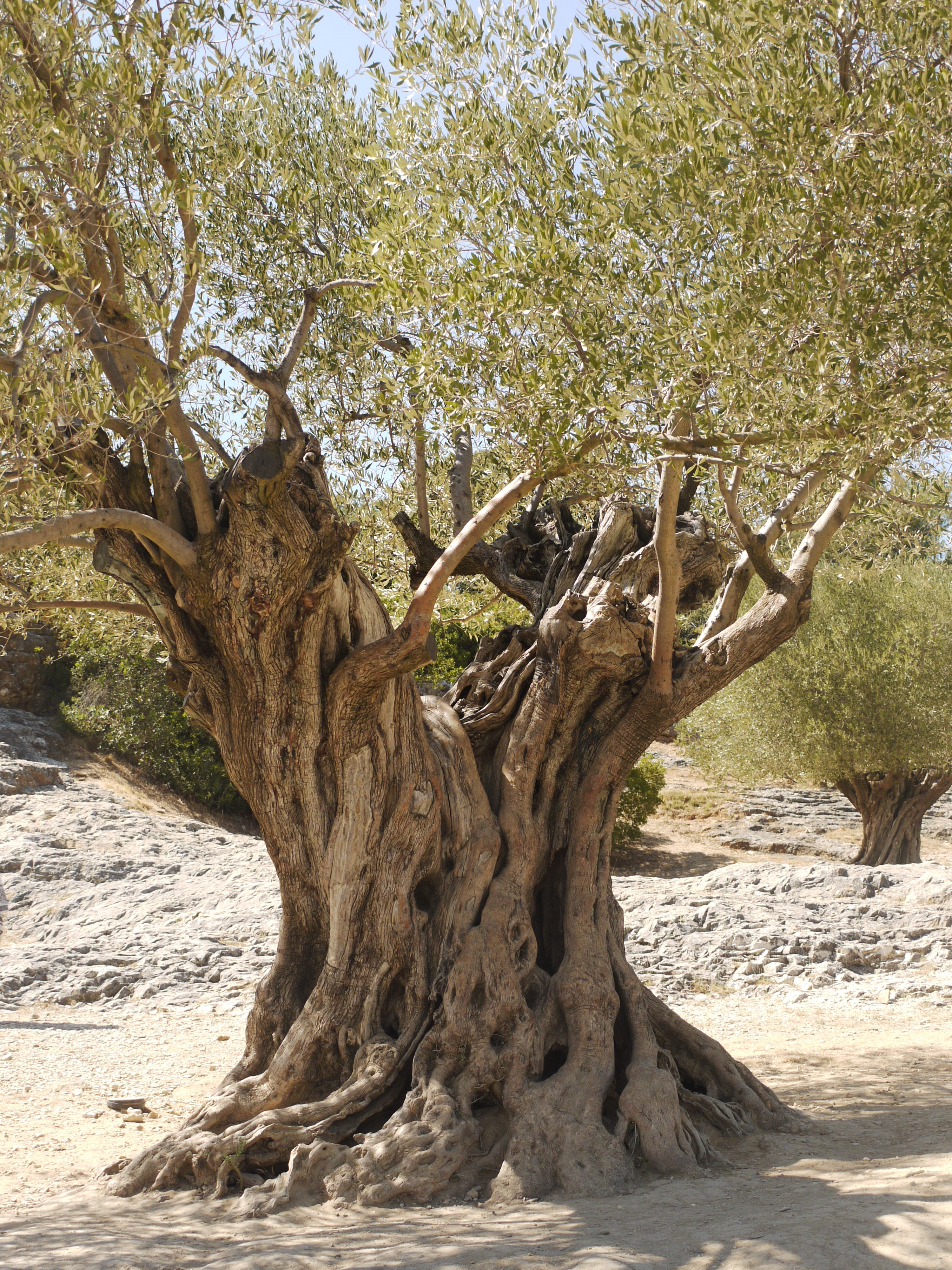
L'olivier est aussi une trogne par excellence[24].

## Fonctions
Encore méconnus, les services écosystémiques rendus par les trognes sont mis à l'honneur en 2020 en France : afin de sensibiliser le public sur l'importance écologique, économique et sociale de cet arbre, 52 événements viennent rythmer « 2020 : année des Trognes » à travers un programme destiné à faire connaître, créer, réhabiliter, restaurer, planter et valoriser ces arbres,.

### Fonctions écologiques
Tout un argumentaire est développé autour des têtards construits comme facteurs de développement durable.
Les alignements d’arbres têtards ont un rôle de corridor biologique des réseaux de haies bocagères, et font partie intégrante de la trame verte. Ils constituent un véritable réservoir de biodiversité. Les cavités et anfractuosités qui se creusent dans ces arbres creux (liées au développement de champignons lignivores car les plaies ouvertes favorisent la pénétration de la pourriture blanche ou brune) se forment deux à quatre fois plus vite que dans un arbre non taillé. Elles constituent des dendro-microhabitats qui accueillent une flore spécialisée opportuniste (plantes épiphytes : mousses, lichens, fougères, rumex, groseillier à maquereau, lierre terrestre, églantiers, alisier blanc, géranium Herbe à Robert, sureau noir et à grappes, fusain d'Europe, frêne, bouleau verruqueux, chêne sessile) et une faune cavernicole : oiseaux (des cavernicoles primaires comme les pics, puis des cavernicoles secondaires comme les mésanges, sittelles, rouge-queue à front blanc, grimpereau des jardins, rapaces diurnes comme le faucon crécerelle et nocturnes comme les chouettes et les hiboux…), mammifères (martres, putois, renard, chauves-souris, blaireaux, écureuils, fouines, genettes) et micromammifères (musaraignes, mulots, campagnols…), amphibiens (grenouille agile, salamandre tachetée, crapaud commun, tritons) et reptiles (couleuvres, vipères, orvets et lézards occasionnellement arboricoles) et de nombreux insectes (cortèges saproxyliques, notamment des coléoptères tels que le grand capricorne, l'aromie musquée, la cétoine dorée ou des espèces devenues très rares telles que le taupin violacé ou la pique-prune) ; abeilles domestiques, guêpes et frelons qui y construisent leurs nids),.
En s'intégrant aux haies, ils participent à leur rôle météo-régulateur, et en séquestrant du dioxyde de carbone, ils contribuent à l'atténuation des changements climatiques.
À l’intérieur du tronc creusé, les reliquats de bois et des feuilles décomposés par des champignons lignivores (carie rouge ou pourriture rouge cubique) forment un terreau particulier, « le sang de la trogne », que l’on utilisait pour faire lever les semis dans les champs. Les champignons saprotrophes lignicole (Polypores tels que le Polypore aplani, l'amadouvier du hêtre, le Polypore du bouleau, la fistuline hépatique) décomposent le bois en humus qui constitue une couche idéale pour la germination et la croissance de plantes épiphytes.

### Fonctions économiques

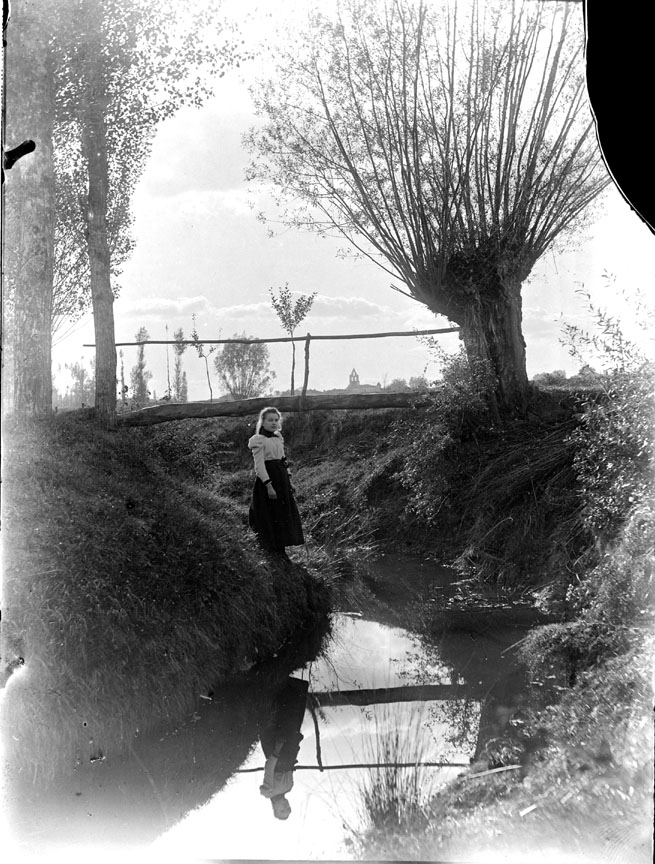
Saule têtard en bordure de rivière, photographie prise en Ariège entre 1859 et 1910.

Cette exploitation permet l'exploitation de produits ligneux liés à l'essence de l'arbre têtard, à sa forme et à ses cycles de taille, exploitation qui s'intègre dans les pratiques agroécologiques.
Le taillis aérien fournit ainsi des objets ou outils divers selon les régions, les époques et les essences d’arbres : objets de vannerie en Basse-Rhénanie et dans la vallée du Cher, fagots de boulange, charbon de bois, manches d’outils, piquets.
Le fagotage de menues branches d'élagage permet d'allumer les feux de cheminées. Les fagots alimentaient aussi la cuisson (cuisine, pain, forges) mais contrairement à une idée reçue, l'essentiel de la production de bois issu des haies bocagères ne servait pas à construire, réparer ou chauffer l'habitat, mais à fournir les énormes quantités de fagot nécessaires à la cuisson du pain. Ils servaient aussi à la confection d'objets en vannerie, de jeux en bois ou en végétaux par les enfants pour qui la haie bocagère fut de tout temps un terrain de jeu. La bourrée, grand fagot d'épines et de ronces, était destinée au four à pain et à poterie. Le boulanger venait à la ferme acheter des bourrées et des bûches pour allumer son four, ou les fermiers cuisaient eux-mêmes leur pain dans le fournil. Les bocages actuels pourraient revaloriser la fonction originelle de bois-énergie (bois-bûche pour les poêles à bois, bois en plaquette pour les chaufferies collectives).
Le bois du platane, par exemple, a une combustion particulièrement propre. La vigueur de cet arbre l'a fait souvent utiliser dans le Sud-Ouest de la France comme arbre têtard. Taillé à environ 2 ou 3 m de hauteur tous les 3 ans ou tous les 6 ans. Il fournit des branches ayant le bon diamètre pour alimenter un poêle à bois. On pouvait donc voir près des maisons plusieurs de ces platanes taillés régulièrement[réf. souhaitée].
Cette technique des arbres en têtard permet d'optimiser la production de bois de chauffage pour un minimum de surface. Les arbres ayant un système racinaire déjà en place, la croissance des branches est rapide après la coupe, réalisée en hiver. Les branches de faible diamètre sont aisément manipulables. Le sol n'est pas dégradé par des coupes franches. Ainsi, le frêne est l'arbre par excellence du Marais poitevin qui sert à stabiliser les berges et fournir du bois de chauffage. On le retrouve au XVIIIe siècle dans les terrées (petits boisements de frênes têtards) et le long de la route de Niort à La Rochelle, grandes villes de la région qui recevaient ainsi leur bois de chauffage.
La technique des arbres taillés en têtard peut être appliquée à d'autres espèces d'arbres. Au Pays basque par exemple, elle était surtout appliquée aux chênes et dans le nord aux saules. Ce qui permettait d'utiliser la surface de terrain entre les arbres comme pâture, particulièrement pour les porcs friands de glands, sous les chênes têtards. Cette technique répondait bien aux besoins d'une société agro-pastorale utilisant le bois comme source d'énergie, avec des moyens technologiques limités.
Des pins sylvestres ont été conduits en trognes pour que les rejets latéraux sur les troncs soient utilisés comme fagots alimentant les fours à pain. Ces « pins de boulange ne sont présents en France que dans le Velay (par exemple à la Pinatelle du Zouave) et le Forez (où ils portent le nom local de garolles).
Selon les cycles de taille, la trogne de châtaignier donne des greffons, des gaulettes, des perches, des piquets, du bois bûche, du bois d'œuvre (charpentes, parquets). Essence fourragère réputée, le frêne commun est un bon bois de chauffage et un bois d'œuvre de valeur (ébénisterie, manches d’outils, aviron, sabot…). Autre essence de zone d'élevage, l'orme est apprécié en charronnage, ébénisterie, ou pour la fabrication d'escaliers. L'alisier torminal est utilisé en lutherie, tournerie, pour des pièces mécaniques ou des instruments de précision. L'aulne glutineux est employé en ébénisterie, tournerie, bardage,. Nombre d'essences ornementales urbaines (platanes, tilleuls) taillées en têtard sont également recherchées pour leur bois. Le tronc noueux des arbres têtards généralement, ainsi que certains rejets, étaient autrefois recherchés pour la confection de poutres, pour la construction navale (fûts de ragosse pour les mâts de bateaux, forêts de trognes — hêtre, chêne, charme — aux branches charpentières taillées pour émettre des rejets courbes utilisés comme bois de marine pour les coques) et brise-lames sur les plages bretonnes.
La réhabilitation de ces arbres depuis le début du XXIe siècle suscite l'intérêt d'entreprises qui prospectent des brognes de trognes de chêne et de frêne, convoitées à l'instar des essences nobles des forêts tropicales, pour leur bois très dur, veiné et très esthétique. Il semble qu'il y ait un marché du luxe en plein essor, notamment vers l'étranger, pour ces loupes de trogne (planches de bord automobiles, mobilier de prestige, marqueterie, ébénisterie, tournage),.

### Fonctions sociales

#### Patrimoine naturel et culturel

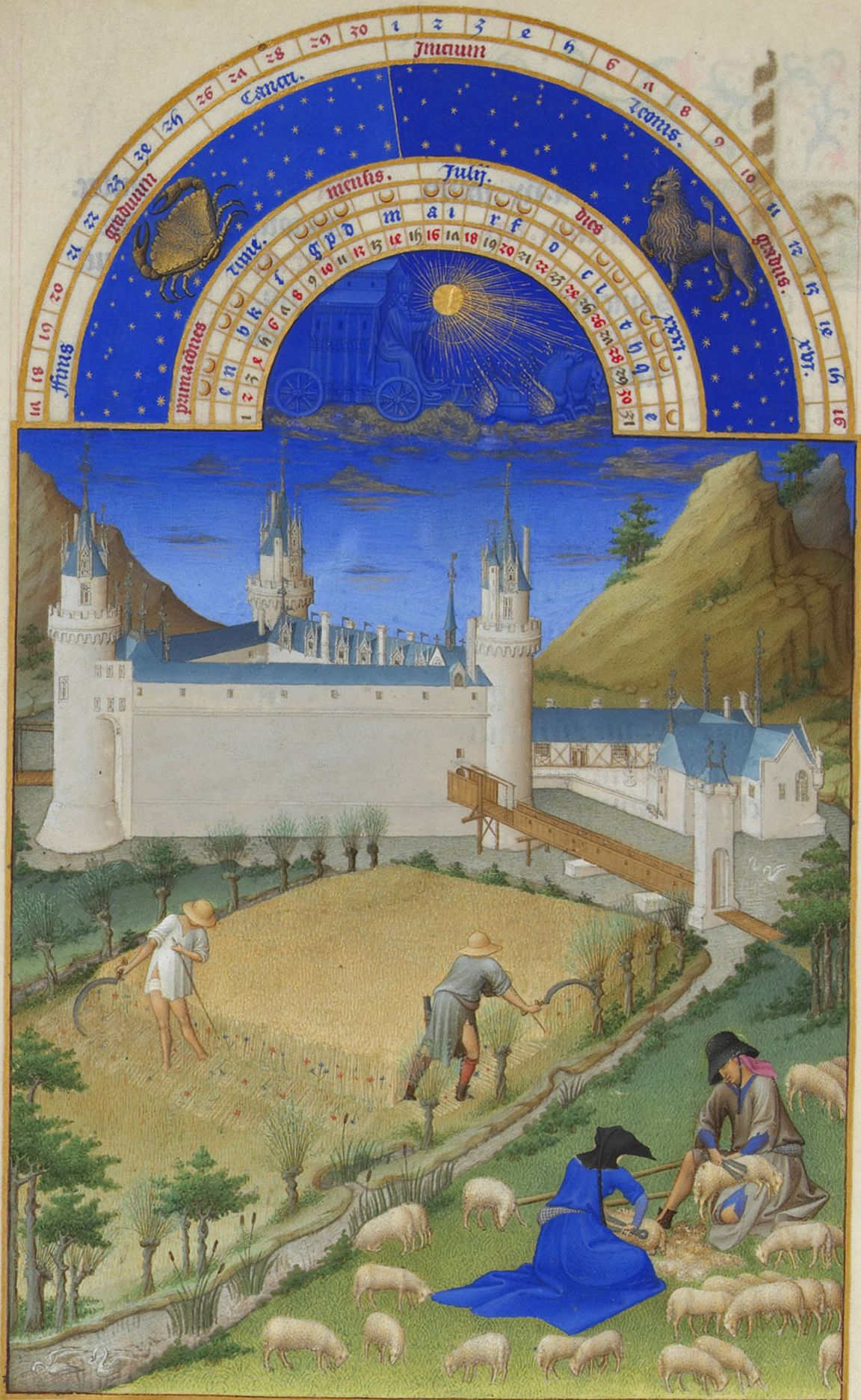
Juillet, extrait des Très Riches Heures du duc de Berry (XVe siècle) : trognes en bordure de champs.

Les trognes ont été pendant des siècles une composante familière des haies présentes en paysage bocager où elles faisaient tenir les mailles végétales de ces  structures végétales linéaires, mais elle a aussi souligné le tracé des fossés et des ripysylves de bord de cours d'eau (ruisseaux, rivières) où se développent le frêne, l'orme, le peuplier noir qui se prêtent bien à cette taille. Elles ont été une forme d'association traditionnelle avec les pratiques agro-pastorales médiévales : les baux ruraux autorisaient les exploitants agricoles à récolter le bois d’émonde et les fagots, tandis que le tronc de l’arbre (partie noble qui servait notamment à faire du bois d'œuvre) restait propriété du loueur,. En Grande-Bretagne, les trognes ont été une ressource importante entre 1600 et 1750 (bois de chauffage et fourrage) avant d'être décriés entre 1750 et 1850 (accusés par les forestiers de ruiner la production de bois d’œuvre, et par les romantiques qui privilégient la sensibilité, d'enlaidir le paysage). Des têtards creux ont servi de niches à chiens, de caches pour des armes, de supports pour des objets sacrés (croix, statues), de postes de guet pour les combattants pendant les guerres (pendant la Grande guerre, des têtards ont été remplacés par des fausses trognes blindées à cet effet). À la fin du XXe siècle, « avec la dispersion des constructions neuves dans le finage, l'arbre têtard est parfois intégré comme élément décoratif dans le "bocage" pavillonnaire. Ces vestiges "à l'anglaise" suggèrent que des logiques paysannes peuvent avoir cours dans les jardins paysager et potager des salariés ruraux. »
L’arbre lui-même servait parfois de bornes aux croisées de chemins. En Bavière, grâce au savoir-faire des cordiers sur l'élasticité du tilleul, cet arbre était taillé en chandelier pour que sa plate-forme sommitale forme une piste de danse, le tilleul à danser étant souvent au centre des villages. Ce plateau fait également de la trogne l'arbre cabane par excellence.
Cette familiarité explique que l'arbre têtard se retrouve dans les miniatures médiévales (exemple : le livre d'heures Les Très Riches Heures du duc de Berry du XVe siècle), dans les albums pour enfants (exemple : l'héroïne Martine en 1960) ou les cartes postales du milieu du XXe siècle.
Les multiples formes sculptées par les tailles successives donnent des silhouettes tortueuses et boursouflées, ou évoquent des trognes humaines qui inspirent les artistes et fécondent l'imagination paréidolique populaire.
« Dans une cour d’école, une mini-trogne se fait vecteur de socialisation, de créativité, et « leçon de choses » : avec son bois de coupe, obtenu en travaillant en groupe, les enfants fabriquent notamment des fagots décoratifs, des sifflets, des maillets, ou encore des objets en osier, s’il s’agit d’un saule. Ils s’initient aussi au bouturage ».
Si le trognage a presque disparu du fait de son inadaptation aux techniques agricoles actuelles, il constitue aujourd'hui un élément de patrimoine naturel paysager et culturel, perpétuant le savoir-faire de générations de paysans. Il est un exemple de patrimonialisation par des acteurs sociaux qui, dans le cadre d'activités de réappropriation et de sauvegarde du patrimoine culturel immatériel, le transforment en ressource identitaire, économique (fabrication de bois raméal fragmenté) ou touristique (certains têtards étant classés comme arbres remarquables). La circulation de ces arbres en dehors des aires de distribution de la pratique traditionnelle a par ailleurs commencé à brouiller les cartes. La « relance » de l'émondage et du plessage (trognes en partie couchées ou horizontales) à des fins écologiques, paysagères et patrimoniales, autour des jardins, des propriétés rurales, des parcelles agricoles, parfois dans des régions où la pratique n'a jamais existé, constitue l'une des expressions du néobocage.

#### Centre européen des trognes
Un Centre européen des trognes est localisé à Boursay (Loir-et-Cher), dans les locaux de la Maison botanique. Celle-ci a érigé en 2002 le « chemin des trognes » sur cette commune. Il a plusieurs objectifs :
- Recueillir des informations en France mais aussi dans toute l’Europe sur :
  - les savoir-faire, en ce qui concerne la création, l’entretien, l’utilisation…
  - les noms locaux donnés à ces arbres : truisses, ragoles, émousses, tétiaux, queules…
  - les usages des produits de la taille : fagots de fours à pains, charbon de bois, fourrage d’appoint (avec l’érussage du feuillage)…
  - la physiologie de l’arbre, et l’influence des tailles répétées sur sa longévité
  - les essences concernées : saule, frêne, charme, chêne…
  - les relations avec la flore et la faune
- Accueillir des visiteurs : leur fournir des renseignements, des conseils, des documents, organiser des animations, des conférences…
- Promouvoir la sauvegarde et la création de trognes : sensibiliser les acteurs du monde rural à leur valeur patrimoniale, mettre en place des pratiques paysagères contemporaines en milieu rural et urbain.

## Galerie d'œuvres d'art montrant des trognes

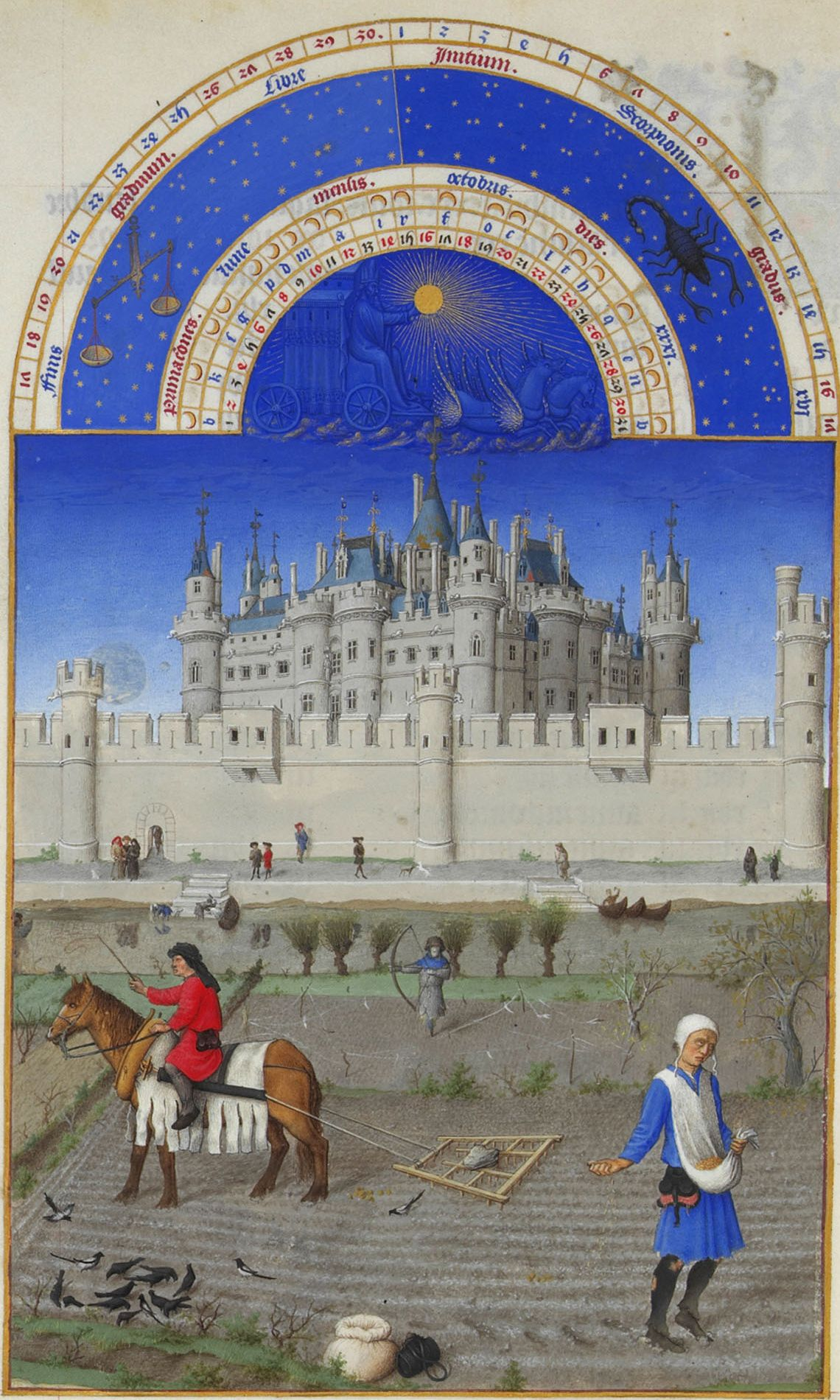
Octobre, extrait des Très Riches Heures du duc de Berry (XVe siècle) : champ bordé de talus planté de saules exploités en têtards.
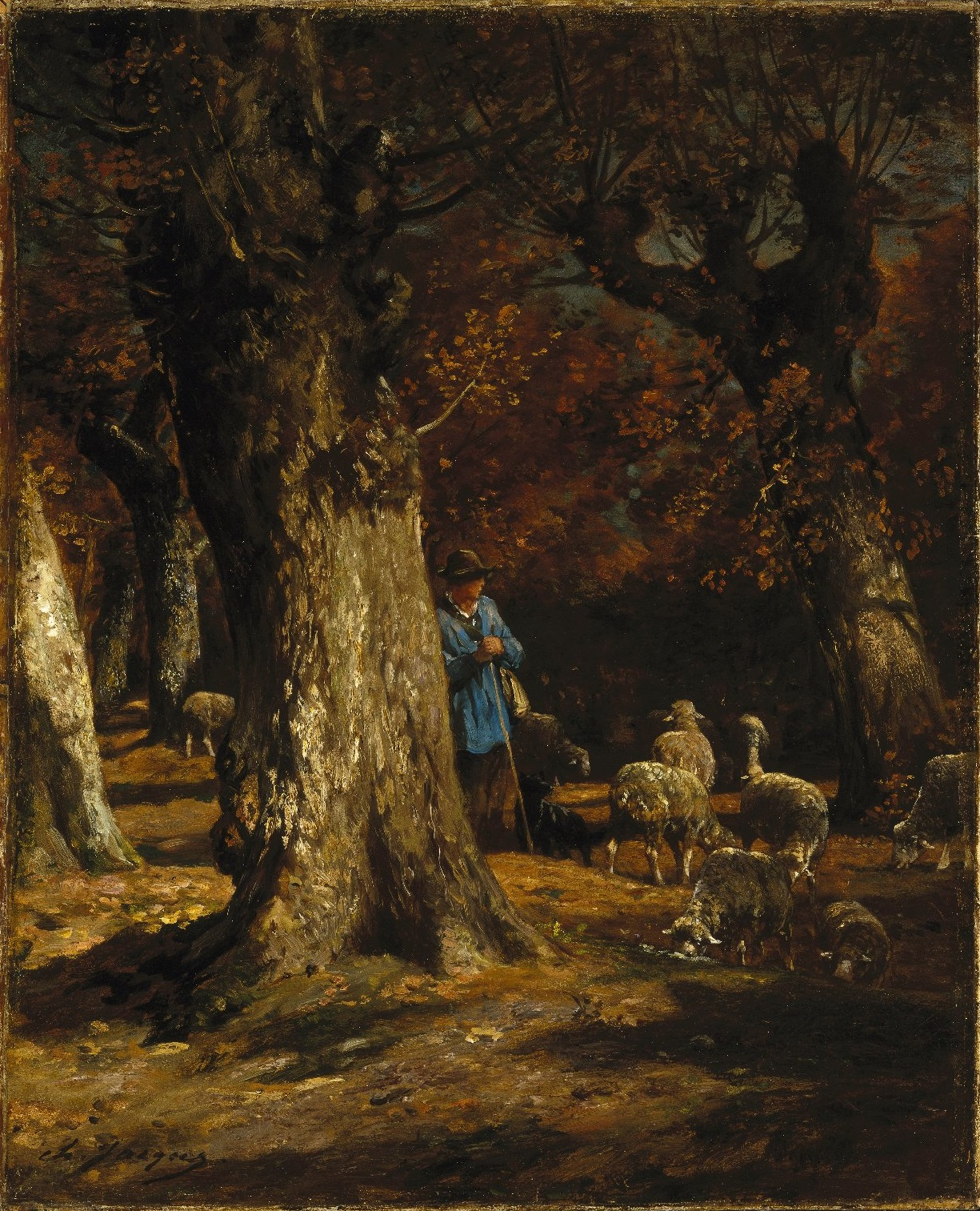
La Vieille Forêt de Charles-Émile Jacque (entre 1860 et 1870) montrant de vieux « têtards ».
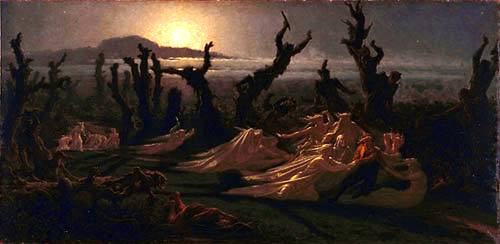
Les Lavandières de la nuit de Yan' Dargent (1861).
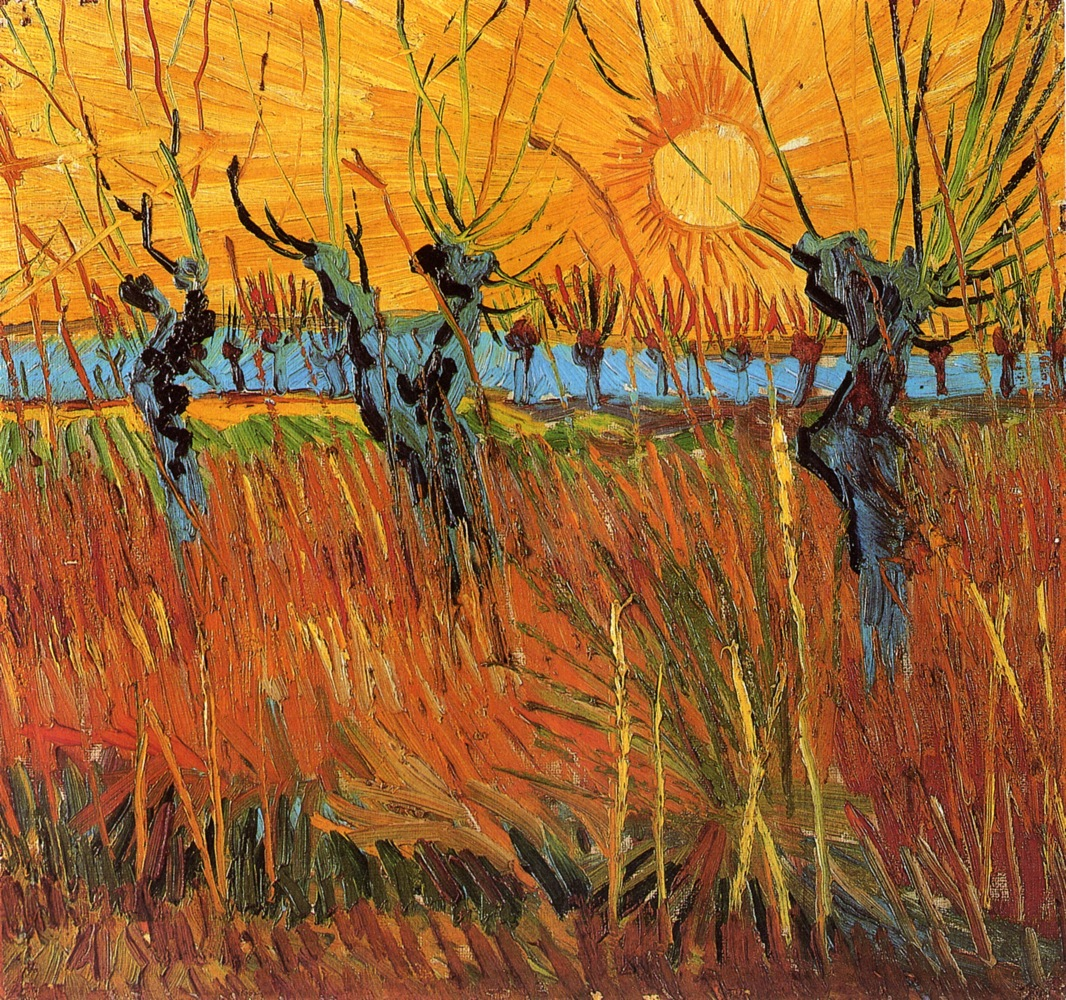
Saules au soleil couchant de Vincent van Gogh (1888).
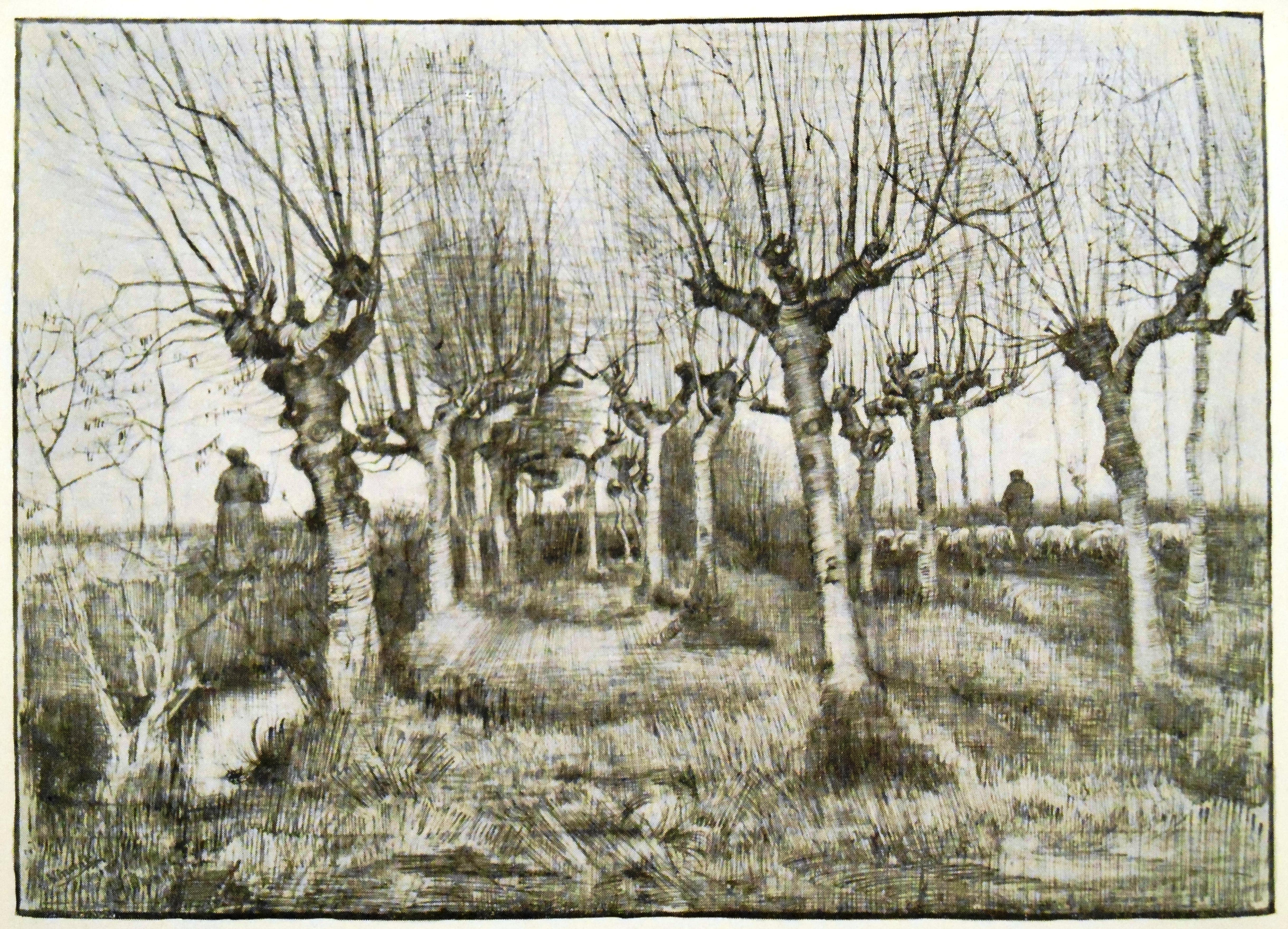
Trognes de bouleaux et bergers, par Vincent van Gogh (1885)
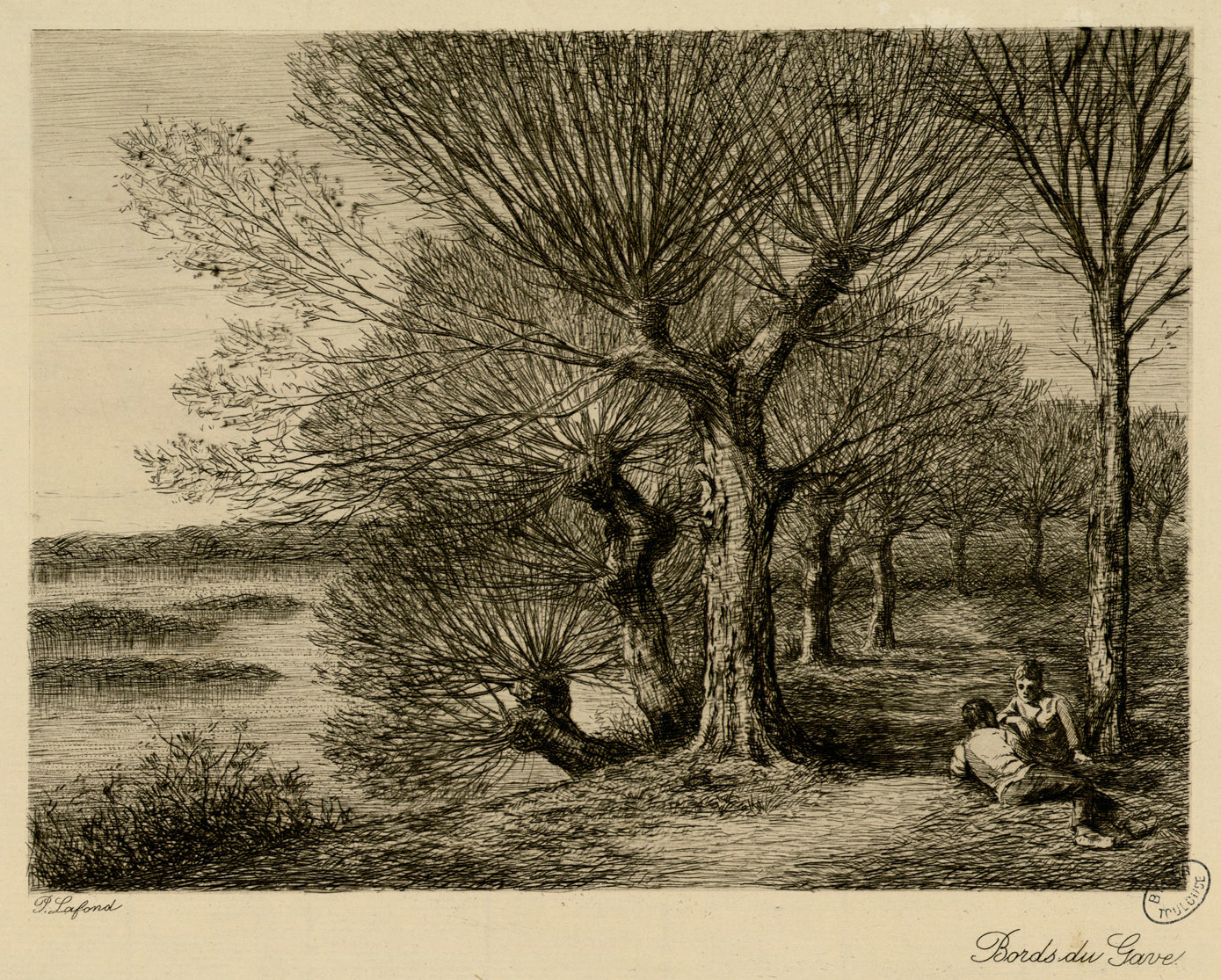
Bords du gave, par Paul Lafond (1895)